# Ranunculus rigescens
Ranunculus rigescens là một loài thực vật có hoa trong họ Mao lương. Loài này được Turcz. ex Ovcz. miêu tả khoa học đầu tiên năm 1937.